# Route 245 (Québec)
Pour les articles homonymes, voir Route 245.
La route 245 (R-245) est une route régionale québécoise d'orientation nord / sud située sur la rive sud du fleuve Saint-Laurent. Elle dessert la région administrative de l'Estrie.

## Tracé
L'extrémité sud de la route 245 est située à Bolton-Est sur la route 243. Elle se termine à 16 kilomètres au nord à Eastman sur la route 112.

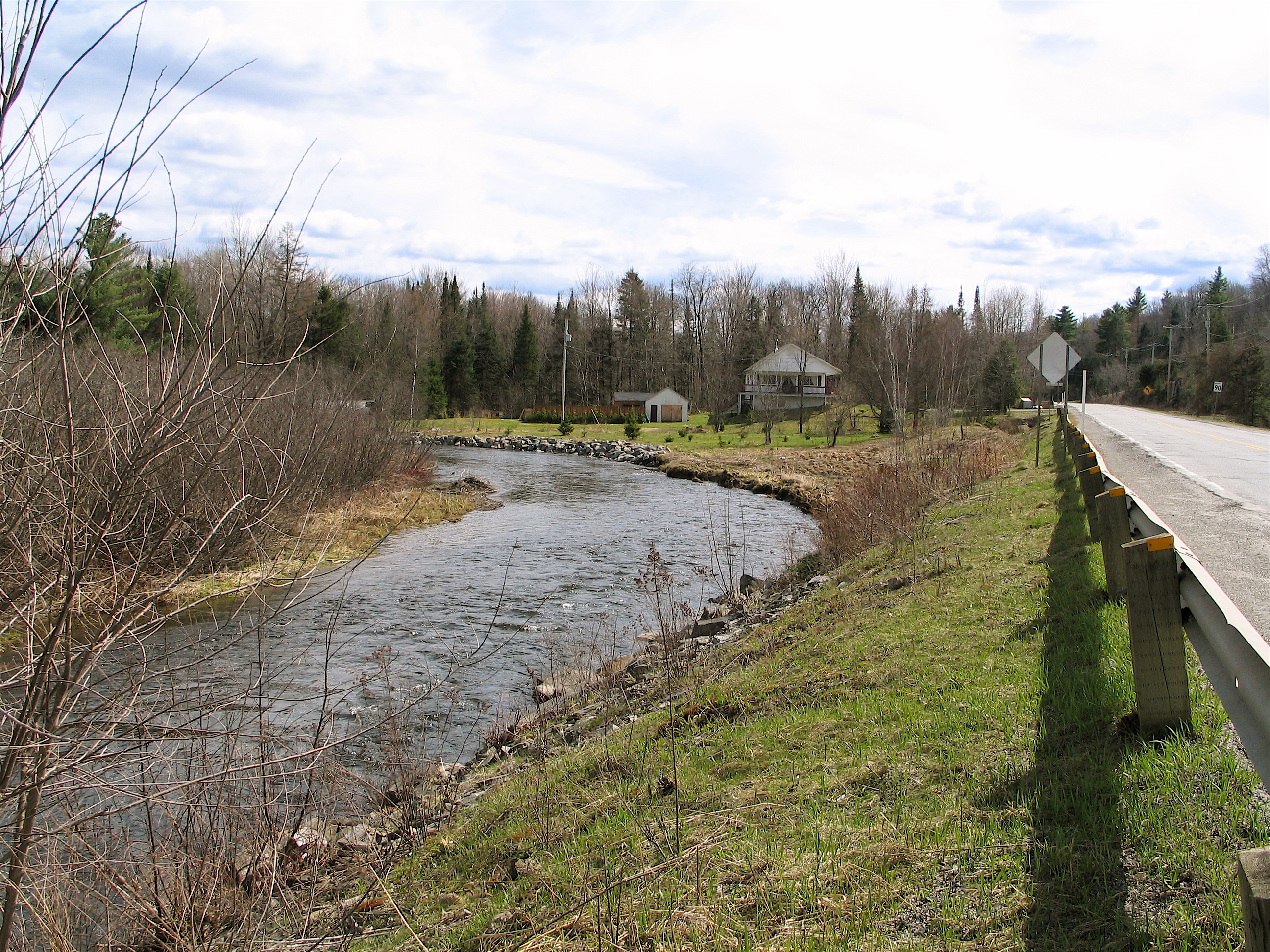
Le tracé de la route 245 suit le cours de la rivière Missisquoi Nord.

## Localités traversées (du sud au nord)
Liste des municipalités dont le territoire est traversé par la route 245, regroupées par municipalité régionale de comté.

### Estrie
Memphrémagog
- Bolton-Est
- Saint-Étienne-de-Bolton
- Eastman

## Intersections majeures
| MRC          | Municipalité | km    | Destinations                            | Notes                |
| ------------ | ------------ | ----- | --------------------------------------- | -------------------- |
| Memphrémagog | Bolton-Est   | 0,00  | R-243 – Mansonville, Vermont, Lac-Brome |                      |
| Memphrémagog | Eastman      | 16,30 | A-10 – Montréal, Sherbrooke             | Sortie 106 de l'A-10 |
| Memphrémagog | Eastman      | 16,70 | R-112 – Magog, Stukely-Sud              |                      |
|              |              |       |                                         |                      |